# کلودیا بلازبرگ
کلودیا بلازبرگ (آلمانی: Claudia Blasberg؛ زادهٔ ۱۴ فوریهٔ ۱۹۷۵) قایقران روئینگ اهل آلمان است.